# Coslédaà-Lube-Boast
Coslédaà-Lube-Boast – miejscowość i gmina we Francji, w regionie Nowa Akwitania, w departamencie Pireneje Atlantyckie.
Według danych na rok 1990 gminę zamieszkiwało 319 osób, a gęstość zaludnienia wynosiła 23 osób/km² (wśród 2290 gmin Akwitanii Coslédaà-Lube-Boast plasuje się na 861. miejscu pod względem liczby ludności, natomiast pod względem powierzchni na miejscu 825.).